# Tag der Architektur
Der Tag der Architektur ist eine jährlich durchgeführte Veranstaltung in Deutschland, bei der Objekte und Projekte der zeitgenössischen Architektur der breiten Öffentlichkeit präsentiert werden. Sie findet in der Regel am letzten Juniwochenende statt. Die Veranstaltung wird von den Architektenkammern der Bundesländer organisiert und von der Bundesarchitektenkammer (BAK) koordiniert. Seit 2002 gibt es einen zentralen „Bundesauftakt“. Die Veranstaltung heißt in manchen Bundesländern Architektouren, z. B. in Bayern und früher in Thüringen.

## Beschreibung
Viele Gebäude, die sonst nicht oder nur eingeschränkt zugänglich sind, können während des Wochenendes besichtigt werden. Oft werden von den Bauherren, Eigentümern oder Architekten Führungen angeboten. Außerdem wird ein Rahmenprogramm angeboten, das von Diskussionsveranstaltungen und Filmvorführungen bis hin zu einem parallelen „Tag des offenen Architekturbüros“ oder einer ganzen Architekturwoche reichen kann.
Das Ziel der Veranstaltung ist es, "anhand von zeitgemäßer, gelungener Alltagsarchitektur über die Vorteile des Bauens mit Architekten zu informieren und das Verständnis für die Leistungen des Architekten zu fördern". Bundesarchitektenkammer-Präsident Peter Conradi erläuterte 2003 beim Bundesauftakt: "Wir zeigen die zeitgenössische Architektur in ihrer Vielfalt und Breite, nicht nur in einigen Metropolen, sondern in ganz Deutschland. Damit wollen wir bundesweit Sinn und Zweck von Architektur herausstellen."
Als Hintergrund dieser Initiative wird der dramatische Rückgang der Auftragslage und die schlechte wirtschaftliche Situation vieler deutscher Architekten in den vorhergehenden Jahren vermutet. Der Tag der Architektur ist inzwischen beliebt: Allein in Nordrhein-Westfalen kamen 2013 rund 40.000 Besucher, um sich "Traumhäuser" oder Beispiele guter energetischer Sanierung anzusehen.
In Österreich gibt es die Architekturtage mit ähnlichen Veranstaltungen.

## Entwicklung
Vorbild der Veranstaltung war der Tag des offenen Denkmals, der seit 1993 bundesweit durchgeführt wird. Der erste Tag der Architektur fand 1994 in Hessen, Rheinland-Pfalz, dem Saarland und Thüringen statt. In den folgenden Jahren nahmen mehr und mehr Architektenkammern teil.
- 2001, 23. und 24. Juni
  - Erstmals bundesweit einheitlicher Termin
  - In Hessen waren erstmals auch 32 Architekturbüros der Öffentlichkeit zugänglich.
  - 1273 Projekte in 540 Orten, etwa 85.000 Besucher.
- 2002, 27. und 28. Juni
  - Erstmals „Bundesauftakt“ auf dem Campus der Fachhochschule Lausitz in Senftenberg. Die zentrale Eröffnungsveranstaltung rückte die Internationale Bauausstellung Fürst-Pückler-Land in den Fokus, deren Ziel die Umgestaltung der vom Braunkohletagebau geprägten Region ist.
  - 1400 Objekte in rund 550 Orten, 78.585 Besucher
- 2003, 27. und 28. Juni
  - Bundesauftakt in Wolfsburg, auf der Phæno-Baustelle mit Zaha Hadid, Motto: „Form Follows Emotion?“.
  - 1492 Objekte in 555 Orten, 103.671 Besucher
- 2004, 26. und 27. Juni
  - Bundesauftakt in Dessau, im Umweltbundesamt von sauerbruch hutton architekten, Motto: „Umwelt Bauen“.
  - Ankündigung der Bundesstiftung Baukultur durch den Bundesminister für Verkehr, Bau- und Wohnungswesen Manfred Stolpe.
  - Erstmals Bericht in der Tagesschau.
  - 1690 Objekte in 660 Orten, 108.841 Besucher
- 2005
  - Bundesauftakt in Stuttgart, im Mercedes-Benz Museum von UNStudio, Motto: „Raum erleben“
  - 714 Orte, 107.250 Besucher
- 2006, 24. und 25. Juni
  - Bundesauftakt in Hamburg. Projekt: Neugestaltung des Spielbudenplatzes durch Lützow 7 Garten- und Landschaftsarchitekten und die Architekten Spengler Wiescholek. Motto „Stadt als Bühne. Die Renaissance des öffentlichen Raums“
  - 1750 Objekte in 750 Orten, 112.750 Besucher
- 2007, 23. und 24. Juni 2007
  - Bundesauftakt in Stralsund im Ozeaneum von Behnisch Architekten. Motto: „Moderne trifft Erbe“.
  - 1594 aktuelle Architekturprojekte in 731 Städten und Gemeinden, 137.261 Besucher
- 2008, 28. und 29. Juni 2008
  - Bundesauftakt in München im umgebauten Plenarsaal des Bayerischen Landtages von Staab Architekten. Motto: „Architektur belebt!“.
  - über 1500 Architekturprojekte in etwa 700 Städten und Gemeinden
- 2009, 27. und 28. Juni 2009
  - Bundesauftakt in Neustadt an der Weinstraße im neugestalteten Saal des Hambacher Schlosses. Architekt: Max Dudler. Motto: „Zeichen setzen“
- 2010, 26. und 27. Juni 2010
  - Bundesauftakt im Terminalneubau am Schwedenkai in Kiel. Architekt: KSP Jürgen Engel. Motto: „Horizonte“
- 2011: 21. Juni 
  - Auftakt im Amerika-Haus (Berlin)
- 2012: 23. und 24. Juni 
  - Motto: „Energie!“[6]
- 2013: 29. und 30. Juni 
  - Motto: „Architektur leben“; Fokus: Planen und Bauen für jedes Lebensalter
- 2014: 28. und 29. Juni
  - Motto: „Architektur bewegt“
- 2015: 27 und 28. Juni
- 2016
- 2017
- 2018: 23. und 24. Juni (Schleswig-Holstein: 9. und 10. Juni wegen "Kieler Woche" Ende Juni)
  - Motto: „Architektur bleibt!“
- 2019: 29. und 30. Juni
  - Motto: „Räume prägen“